# Awake (film)
Awake är en amerikansk film från 2007.

## Handling
Clay Beresford (Hayden Christensen) är en framgångsrik och mycket inflytelserik investerare som är förlovad med Samantha Lockwood (Jessica Alba). Förhållandet är problematiskt då Clay inte vill berätta om förhållandet för sin mor (Lena Olin), på grund av att Samantha är moderns personliga assistent. Men då Clay lider av ett hjärtproblem och behöver en hjärttransplantation, så bestämmer han sig för att berätta för modern om sina känslor. Han gifter sig med Samantha samma kväll, utan moderns välsignelse.
Clay vill att hjärttransplantationen genomförs av hans gode vän Dr. Jack Harper (Terrence Howard), trots att denne har genomfört felaktiga operationer förr. Modern försöker att få honom på andra tankar och menar att han ska tillåta sig att opereras av en av landets bästa läkare inom området. Clay tackar nej till erbjudandet då han litar på Jack.
När Clay sövs ner inför operationen så upplever han något som är väldigt ovanligt, men som kan hända vid anestesi: hans kropp sövs ner och är paralyserad, men han är fortfarande vid medvetande. Han har ingen möjlighet att signalera läkarna om detta då han varken kan röra på sig eller tala. Detta leder till att han har en utanför kroppen-upplevelse, där han ser och hör vad som händer runt omkring honom. Det är på det här sättet som han får reda på att kirurgerna som opererar honom, däribland Jack, planerar att mörda honom.
Då Clay har den här utanför kroppen-upplevelsen så inser han även att hans fru är i maskopi med kirurgerna och är mycket väl medveten om det planerade mordet. Han förstår att Jack behöver mycket pengar för att kunna betala skadestånd till de familjer vars släktingar fallit offer för att hans felaktiga operationer och att han planerar att få pengar av Samanthas arv. Arvet i fråga, kommer att vara från man till hustru, dvs. Clays arv till Samantha. Detta var alltså orsaken till att Samantha gifte sig med honom. Kirurgerna genomför dådet och Clay dör på operationsbordet.
Modern som alltid varit misstänksam mot Samantha förstår att denne har någonting i gärningen och håller ett vakande öga på sin svärdotter. När beskedet om Clays död når henne så hittar hon bevis för att Samantha varit delaktig i mördandet av hennes son och hon kontaktar polisen. Därefter ringer hon till den läkare som hon önskat att Clay skulle opereras av och ber honom komma till sjukhuset där hon för tillfället befinner sig. Innan läkaren kommer fram så tar modern en överdos av sin sons hjärttabletter och dör. Hennes hjärta används senare av läkaren i fråga, till att återuppliva Clay.
Då kirurgerna och Jack samt Samantha blivit upptäckta så försöker de alla att fly. De fångas av polisen och filmen slutar med att Clay slår upp ögonen, han lever.